# Station Montigny-en-Ostrevent
Station Montigny-en-Ostrevent is een spoorwegstation in de Franse gemeente Montigny-en-Ostrevent.

## Treindienst
| Serie | Treinsoort | Route                                                                             | Bijzonderheden |
| ----- | ---------- | --------------------------------------------------------------------------------- | -------------- |
| K 40  | TER (SNCF) | Lille-Flandres – Douai – Montigny-en-Ostrevent – Somain – Cambrai – Saint-Quentin |                |
| P 43  | TER (SNCF) | Douai – Montigny-en-Ostrevent – Valenciennes                                      |                |